# Kommandoexpedition
Kommandoexpedition var i Sverige det ämbetsverk (den expedition), särskilt för armén och särskilt för marinen, där alla kommandomål handlades och varifrån till dessa hörande expeditioner (bland annat generalorder) utgick. Dessa ämbetsverk inrättades 1840 och ersatte de tidigare generaladjutantsexpeditionerna; de antog benämningarna Lantförsvars- och Sjöförsvarsdepartementens kommandoexpeditioner.  
Efter Lant- och Sjöförsvarsdepartementens sammanslagning till försvarsdepartementet (1920) stod båda kommandoexpeditionerna under detta och benämndes resp. Lantförsvarets kommandoexpedition och Sjöförsvarets kommandoexpedition. År 1936 tillkom även Flygvapnets kommandoexpedition. År 1945 sammanslogs de tre kommandoexpeditionerna till Försvarets kommandoexpedition, vilken 1965 fick namnet Försvarsdepartementets kommandoexpedition och upphörde 1979.

## Chefer

### Lantförsvarets kommandoexpedition
Följande personer var chefer för Lantförsvarets kommandoexpedition under dess existens:
- 1920–1923: Oscar Nygren
- 1923–1926: Carl Sjögreen
- 1926–1929: Bo Boustedt
- 1929–1932: Erik Testrup
- 1932–1934: Torsten Friis
- 1934–1936: Ernst af Klercker
- 1936–1937: Helge Jung (tf)
- 1937–1938: Henry Tottie
- 1938–1945: Henry Kellgren

### Sjöförsvarets kommandoexpedition
Följande personer var chefer för Sjöförsvarets kommandoexpedition under dess existens:
- 1920–1921: Otto Lybeck
- 1921–1923: Carl Fredrik Riben
- 1923–1927: Harald Åkermark
- 1927–1930: Einar Selander
- 1930–1931: Gunnar Unger
- 1931–1933: Fabian Tamm
- 1933–1938: Hans Simonsson
- 1938–1945: Marc Giron

### Flygvapnets kommandoexpedition
Följande personer var chefer för Flygvapnets kommandoexpedition under dess existens:
- 1936–1937: Harald Enell
- 1937–1942: Paulus af Uhr
- 1942–1945: Gösta Adolfsson

### Försvarets kommandoexpedition
Följande personer var chefer för Försvarets kommandoexpedition (från 1965 Försvarsdepartementets kommandoexpedition) under dess existens:
- 1945–1951: Henry Kellgren
- 1951–1960: Carl Årmann
- 1960–1961: Holger Henning (tf)
- 1961–1970: Holger Henning
- 1970–1978: Dag Arvas
- 1978–1979: Carl-Fredrik Algernon